# 大塚玲子
大塚 玲子(おおつか れいこ)、は、日本のクラシックピアニスト。
1983年に福井県に生まれる。3歳でピアノを学び、桐朋女子高等学校音楽科、桐朋学園大学音楽学部、同大学研究科を経て、ロシア国立モスクワ音楽院研究科を最優秀で修了。
モスクワ音楽院在学中にはスクリャービン国際ピアノコンクールで優勝し、ロシア国営テレビ局よりインタビューを受けロシア国内で放送された。
現在クラシックピアニストとして、文化庁、国際コンクール組織委員、スクリャービン記念博物館、日本演奏連盟、ショパン協会、ヤマハ等主催によるソロリサイタルをはじめ、国内外で精力的に演奏活動を行っている。
近年のラフマニノフ愛用の楽器を使用したオールラフマニノフリサイタルでは、好評により追加公演となり、「ぴあ」連載記事「クラシック新発見」でも取り上げられ注目された。
教育者としても活躍しており、数々の音楽団体から度々表彰を受けている。コンクール出場者や音高音大受験生、音大卒業生、ピアノ教師、プロピアニストを多く指導し、コンクール優勝・入賞者や優秀な音楽家を輩出し続けている。
ピティナピアノコンペティション審査員、ピティナピアノステップアドバイザー、日本クラシック音楽コンクール全国大会審査員、全日本ピアノコンクール審査員、ブルグミュラーコンクール審査員など、毎年多数の著名なコンクール審査員も務めている。

## 指導者
- ピアノ - 紅林こずえ、玉置善己、朴久玲、セルゲイ・クドリャコフ、ミハイル・ヴォスクレセンスキー（英語版）
- 伴奏法 - エカテリーナ・ガネーリナ
- 室内楽 - コンスタンチン・マスリューク
- ロシア音楽研究 - 鮫島奈津子

## 受賞歴
- ピティナ・ピアノコンペティション 西日本本選総合優勝・読売賞 (1993年)
- 日中友好学生ピアノコンクール 入賞 (2000年)
- 高校生国際芸術コンクール ピアノ部門 入賞 (2001年)
- 堺国際ピアノコンクール 一般部門 奨励賞 (2002年)
- やちよ音楽コンクール 入賞 (2002年)
- 桐朋学園音楽部門同窓会 奨学生に選抜 (2004年)
- 第11回 レ・スプレンデル音楽コンクール ピアノ部門 第5位[2] (2004年)
- 浜松国際ピアノアカデミー 修了 (2005年)
- ロシアン・ピアノスクール 修了 (2005年)
- 全日本マスターズ・ピアノコンクール 最高位賞 (2007年)
- 第7回 ローゼンストック国際ピアノコンクール 審査員賞[3] (2006年)
- 海外音楽大学派遣オーディション 合格 (2006年)
- 全日本マスターズ・ピアノコンクール 最高位賞 (2007年)
- 第2回 ブルクハルト国際音楽コンクール 審査員賞[4] (2007年)
- JILA音楽コンクール 入賞 (2007年)
- Japan Classical Impressionist Audition 第2位 (特別奨励賞) (2007年)
- 横浜開港150周年記念ピアノコンクール ヴィルトゥオーソ部門 優秀賞[5] (2009年)
- 日本ピアノ研究会オーディション 横浜市長賞 (2009年)
- ドレミ楽譜出版社賞 受賞 (2009年)
- 東京芸術センター記念ピアノコンクール 招聘証受賞、年間最優秀ピアニスト ノミネート(2009年)
- スクリャービン国際ピアノコンクール第1位 (2012年)[6]
- 第19回 レ・スプレンデル音楽コンクール ピアノ部門 第4位[2] (2012年)
- 福井県越前市 奨励賞 (2013年)
- マリアカナルス国際音楽コンクールディプロマ受賞(2013年)
- 日本クラシック音楽協会より優秀指導者賞受賞(2021,2024年)
- ベーテン音楽協会より優秀指導者賞受賞(2024年)
- モスクワ国際音楽コンクール第1位(2025年)

## コンサート
- ワルシャワフィルハーモニーホール(ポーランド) - ワルシャワ国立フィルハーモニー管弦楽団と共演 (1996年)
- ハーモ ニーホール福井10周年記念演奏会 - ピアニスト  (2007年)
- 武生国際音楽祭ファイナルコンサート - モーツァルト「戴冠ミサ」の伴奏ピアニスト (2007年)
- モスクワ音楽院 ピアノ科生選抜コンサート - 多数出演 (2010年～2012年)
- スクリャービン記念博物館(スクリャー ビンの家) - ソロリサイタル (2012年)
- スペイン(バルセロナ) - ソロリサイタル (2013年)
- 福井県文化振興事業団主催　越のルビー音楽「ピアノとお話で綴るコンサート」 - ソリスト (2013年)
- BMWのショールーム - 多数ソロリサイタル (2015年)
- 文化庁、日本演奏連盟共催「新進演奏家育成プロジェクト リサイタル・シリーズTOKYO85」に選抜され、東京文化会館に於いてソロリサイタルを開催(2019年)
- 日本ショパン協会主催「パウゼシリーズ」ソロリサイタル開催(2022年)
- ラフマニノフ愛用の楽器を使用し、ラフマニノフ生誕150周年記念オールラフマニノフプログラムソロリサイタルを開催。好評により追加公演開催。(「ぴあ」の連載記事、「クラシック新発見」に取り上げられ、注目された)(2023年)

## 出演歴

### テレビ番組
- ロシア国営テレビ局の取材を受けてロシア国内で放送される。 (2012年)
- 初めて○○やってみた （テレビ朝日系、2014年5月24日）

### 新聞
- 福井新聞 (2010年6月18日)
- 福井新聞 (2012年4月28日)